# Anicet Mirambell i Carbonell
Anicet Mirambell i Carbonell (Barcelona 1820 - Barcelona 8 d'abril de 1896) 
Fill de Ramon Mirambell i d'Eugènia Carbonell, fou un polític català. Com a membre del Partit Progressista, participà activament en la revolució de 1868 i fou membre de la Junta Revolucionària de Barcelona presidida per Víctor Balaguer i Cirera, també president de la Diputació de Barcelona. Va succeir Balaguer com a president de la Diputació de febrer de 1869 fins a març de 1871, i ho deixà per a ser vicepresident de la Diputació fins a juliol de 1872. Sota el seu mandat es va crear l'Escola Politècnica de Barcelona, va organitzar un Batalló de Voluntaris Catalans per tal de combatre els insurrectes cubans i demanà al govern d'Espanya l'abolició de l'impost sobre consums a canvi del cobrament de les contribucions. Posteriorment fou elegit diputat del Partit Radical pel districte de Castellterçol a les eleccions generals espanyoles d'agost de 1872.